# 川崎一彦
川崎 一彦（かわさき かずひこ、1947年 - ）
Kazuhiko         KAWASAKI,  professor emeritus, Tokai University , Japan
1947年滋賀県生まれ、スウェーデン・ストックホルム在住

東海大学名誉教授 (2013/4/1-)　

日本貿易振興会（ジェトロ）ストックホルム事務所勤務、北海道東海大学教授、東海大学教授を経歴。

主な関心分野は内的起業家精神教育、北欧と日本の企業経営の比較、地域活性化、オンラインワークショップにおける共創の場づくりなど。

主な著訳書に『みんなの教育ースウェーデンの「人を育てる」国家戦略』(ミツイ・パブリシング、2018年)、『スウェーデンと日本　ー友好と協力の150年 (監訳)』(Sweden Japan Foundation)、『フィンランドを知るための44章』（明石書店）、『出る杭をのばせ！-明日を変える創造性教育-』（発明協会）、『フィンランドに学ぶ教育と学力』（明石書店）、『スウェーデンの経済』（早稲田大学出版部）、『Japans globala roll』（Carlsons förlag）、『スウェーデンハンドブック（早稲田大学出版部）、『光を求めて（監訳）』（東海大学出版会）、『デンマークにおけるヒース開墾（監訳）』等があります。（含共著）

(一財)スウェーデン交流センター評議員、北海道スウェーデン協会顧問、（一財）前田一歩園財団・森の学校・教育の森推進委員会委員、（社）スウェーデン社会研究所監事。　　北ヨーロッパ学会理事、北海道生産性本部理事、北海道社会的企業起業プラン選定・評価委員会委員、はまなす財団北海道スタンダード検討委員会座長、北海道産業クラスター創造研究会委員、（社）北方圏センター専門委員会委員長、等の公職をつとめました。2018年外務大臣表彰受賞。2019年3月 スウェーデン国王の北極星勲章を受賞。